# 紅旗Linux
红旗Linux是由中国中科红旗软件技术有限公司开发的一系列Linux发行版，包括桌面版、工作站版、数据中心服务器版、HA集群版和红旗嵌入式Linux等產品。官方网站在登录之后，提供光盘镜像免费下载。
目前的红旗Linux桌面版的最新版本为2021年发布的基于Debian的红旗Linux 11，服务器版最新版本为2021年发布的基于openEuler的V8.1。

## 歷史
1980年代初，由于大型计算机等科研项目的需要，中华人民共和国政府开始研制自主的计算机操作系统COSIX，但由于投入不足及缺少应用软件支持等原因并不成功。
1980年代末，个人电脑开始进入中国，当时包括中国政府部门的在内的所有个人电脑几乎全部是安装MS-DOS操作系统。1992年海湾战争和1999年北约入侵南斯拉夫联盟科索沃地区时，成功运用信息战瘫痪了对方几乎所有通讯系统，这使得中国政府很多人认为，由于伊拉克和南联盟各部门使用的电脑操作系统百分之百是微软和其它外国公司的操作系统，虽然没有证据说明美国的计算机软件公司和通讯公司在这场信息战中向美国军方提供了某些后门或计算机病毒，但如果有自己独立的电脑操作系统及相应的软件，在信息战中将比较不容易受到攻击。于是中国科学院软件研究所奉命研制基于Linux的自主操作系统，并于1999年8月发布了红旗Linux 1.0版。红旗Linux最初主要用于关系国家安全的重要政府部门。
2000年6月，中国科学院软件研究所和上海联创投资管理有限公司共同组建了北京中科红旗软件技术有限公司。信息产业部于2001年3月通过中国电子信息产业发展研究院（CCID）北京赛迪创业投资有限公司向中科红旗注资，使其总注册资金达到96万美元。中科红旗由中国科学院软件研究所副所长、红旗Linux项目负责人孙玉芳教授出任董事长，总部设在北京市海淀区万泉河路68号紫金大厦6层，约有120名员工，其中70%为开发人员和技术支持人员，据称其中有相当多的研发人员来自Linux社区的核心人员或骨干力量。
2014年2月10日，中科红旗贴出清算公告，称由于经营发生严重困难，董事会于12月13日决议即日解散公司，并成立清算委员会进行清算。公司与全体员工的劳动合同也在即日起终止。2014年8月15日，中科红旗被五甲万京信息产业集团收购，保留红旗全线产品。
重組後的红旗Linux繼續運作，主打金融圈應用，針對自動提款機客製化系統，至2018年全大陸有7萬台以上提款機採用红旗Linux。红旗软件副总裁樊洪光在網路媒體中新经纬參訪時表示其實國內很多人長期以來用有色眼光看國產軟體發展，其實經過多年發展國產軟體圈已經漸漸優質化，以往騙、抄、拿的現象有大幅改觀，例如事實證明從win系統改裝红旗Linux的提款機硬體設備全部一樣，卻整体提升性能30%以上，故障维护率降低200%，使用成本降低200%。最新版本对区块链、超级账本增加了支持，持續在金融領域發力。
紅旗Linux社群還持續維持著眾籌概念系統Qomo Linux營運，面向大眾民間使用，類似於RedHat與Fedora的關係。

### 更名風波
2017年下半年樊洪光接受採訪時透漏當年更名風波的秘辛，在破產重組後五甲萬京和一些新股東加入時許多新意見，不少股東認為應該放棄紅旗名稱另取新名，股东认为彼时围绕红旗的传言和负面报道非常多，新设一个品牌也许会更利于发展，但許多老紅旗人努力十多年卻有不捨情感，兩方僵持不下。最後新的股东进来一段時間，也被红旗的品牌文化所感动，表示完全尊重团队的想法。最终我们决定沿用红旗品牌。
樊洪光：「一時間外界有很多不利的舆论，甚至一些恶意的嘲讽和抹黑，就算再辛苦，也要把这面旗帜重新扛起来。 团队散了，我们可以重新集结，客户没了，我们可以重新争取，名称丢了，就很难再回来了。」
最後樊洪光以：「既往不恋，当下不杂，纵情开源，红旗招展」勉勵所有紅旗同志繼續奮進。

## 大事记
- 1999年8月10日，红旗Linux诞生。
- 1999年10月20日，服务器版1.0正式上市。
- 2000年3月28日，与康柏联合发布了红旗Linux ISV计划，试图推动更多的应用软件开发商将其解决方案移植到红旗Linux平台上。
- 2000年4月27日，与英特尔、软件行业协会共建Linux技术支持中心
- 2000年6月，红旗Linux被软件行业协会评选为创新产品
- 2000年6月6日，北京中科红旗软件技术有限公司正式成立。
- 2000年7月，红旗Linux与香港新华集团签署了在东南亚地区建立培训、技术支持、销售中心的协议，启动红旗Linux全球化策略。
- 2000年8月4日，红旗Linux桌面版2.0发布；TCL同时发布预装红旗Linux桌面版的个人电脑。
- 2000年9月，红旗发布了基于IBM S/390主机的红旗Linux操作系统。
- 2000年9月，教育部考试中心指定红旗Linux为国家NIT体系的Linux模块的考试模板。
- 2000年10月，红旗Linux发布嵌入式解决方案，包括机顶盒、PDA、瘦客户机等。
- 2000年11月，总裁兼CEO刘博当选世界经济论坛2001年科技先锋。
- 2000年12月，红旗Linux桌面版2.0荣获“计算机世界2000年度Linux操作系统产品奖”。
- 2001年3月15日，信息产业部通过中国电子信息产业发展研究院下属控股的北京赛迪创业投资有限公司注资中科红旗。
- 2001年4月，IBM、惠普等厂商开始在其服务器系列预装红旗服务器产品。
- 2001年4月，用于彩票机的红旗嵌入式操作系统推出，并在江苏、沈阳等省份广泛推广。
- 2001年6月，红旗安全服务器通过公安部计算机信息系统产品质量监督检验中心安全认证，达到国标第三级。
- 2001年7月，红旗与PC硬件厂商的OEM协议超过100万套。
- 2001年12月，红旗企业级服务器3系列推出，开始进入企业市场。
- 2001年12月，中科红旗中标北京市政府桌面操作系统产品正版软件采购，微软在此次竞标中失利。
- 2002年2月，中标广东省南海市电子政府系统。
- 2002年3月，红旗Linux桌面版3.0推出。
- 2002年8月，中标国家经贸委重点企业信息化工程
- 2002年10月，助力西部大开发； 与宁夏自治区生产力促进中心签署技术联盟合作协议，并与当地政府合作，建立了 “红旗Linux操作系统国产NC机应用示范教室”。
- 2002年12月，中标国家邮政局“邮政综合网邮区中心局设备生产作业系统”。
- 2003年3月25日，红旗Linux在“二十年的信赖”----中国计算机用户协会成立二十周年的庆典活动上，荣获“20年用户信赖的IT产品品牌调查活动”操作系统软件产品的信赖品牌。
- 2003年5月7日，甲骨文中国公司与北京中科红旗软件技术有限公司宣布建立战略伙伴关系，并推出了共同开发的红旗数据中心服务器版 4.0。
- 2003年6月，红旗Linux得到英特尔的认证，成为英特尔安腾2处理器（Itanium 2）和超线程技术的支持厂商之一。
- 2003年7月，红旗Linux推出红旗Linux4系列。
- 2003年8月，红旗软件与中国惠普宣布建立战略联盟。
- 2003年9月，红旗Linux桌面产品被《中国电脑教育报》评为“2003年中国最佳OEM软件品评选” Linux操作系统奖。
- 2003年10月，红旗软件名列由《互联网周刊》举办的“2003年中国电子政务IT100强”名单。
- 2003年11月，红旗Linux成为广东省电子政务系统平台指定产品。
- 2003年12月，红旗Linux高级服务器版4.0荣获《中国计算机报》2003编辑选择奖 。
- 2004年1月，红旗Linux被中国计算机用户协会授予《中国信息业2004年度行业采购首选品牌》，北京中科红旗软件技术有限公司被同时授予《中国信息业2003年度行业用户诚信企业》奖。
- 2004年1月7日，红旗软件宣布与日本Miracle Linux株式会社成立联合小组，合作开发名为Asianux的Linux解决方案。
- 2004年2月，红旗Linux服务器版4系列荣获《e制造》2003年度编辑推荐奖。
- 2004年6月，在红旗软件的倡导下，Asianux 1.0发布。
- 2004年10月，红旗软件推出红旗Linux桌面版4.1。
- 2005年1月，红旗软件宣布2004年度实现盈利。
- 2005年1月13日，红旗软件董事长、中科院软件所副所长孙玉芳因脑溢血在医院辞世。时年58岁。新任董事长李玉成是中科院软件所研究员、党委副书记兼副所长。标志着红旗软件走向后孙玉芳时代。
- 2005年3月，红旗软件、Miracle、韩软（Haansoft）共同预发布基于2.6内核的Asianux2.0版本
- 2005年5月，红旗软件加入长风产业联盟。
- 2005年8月，红旗软件召开Red Flag World大会，并同时发布服务器5系列产品。
- 2005年12月，红旗数据中心服务器5.0荣获中国计算机报社的编辑选择奖。
- 2006年3月，发布红旗Linux桌面版5.0（代号Apatite）。
- 2006年9月，戴尔和惠普宣布，在中国销售的台式计算机和笔记本电脑上预装红旗Linux 桌面版5.0。
- 2006年全年，中国31省市的政府采购中，80%的省市选择了安装红旗Apatite，占Linux安装总量的95%。
- 2009年6月，发布红旗Linux桌面版7.0。
- 2010年3月，在红旗Linux桌面版7.0已发布的情况下依然发布了红旗Linux桌面版6.0 SP3。
- 2013年4月，发布红旗Linux桌面版8.0。
- 2013年12月，红旗Linux发行商中科红旗员工发出请愿信讨薪，信的内容矛头直指中科红旗最大股东中科院软件所。
- 2014年2月，中科红旗宣布已于2013年12月13日解散公司，成立清算组进行清算。[5]
- 2014年8月15日，中科红旗被五甲万京信息产业集团收购，保留红旗全线产品[6]。
- 2017年12月，红旗linux桌面版9.0发布。
- 2018年2月為止，全中國大陸已經有7萬台以上提款機採用红旗Linux。
- 2019年成立中科红旗（北京）信息科技有限公司，作为红旗操作系统相关知识产权的唯一运营主体。[11]

## 特色应用
- 红旗浏览器：最新版本V1.0.0.1，基于Chromium；[12]
- 红旗影音：最新版本V1.0.0，基于SMPlayer；
- 红旗应用商店，最新版本V2.0，支持优麒麟和deepin等系统。

## 版本
| 版本         | 代号    | 发布日期      | 备注                       |
| ------------ | ------- | ------------- | -------------------------- |
| 1.0          |         | 1999年8月     |                            |
| 2.0          |         | 2000年8月     |                            |
| 3.0          |         | 2002年3月     |                            |
| 4.0          |         | 2003年7月     |                            |
| 4.1          |         | 2004年10月    | 采用Linux內核2.4.26        |
| 5.0          | Apatite | 2006年3月     |                            |
| 6.0          |         | 2007年9月29日 | 采用Linux內核2.6.22.6      |
| 7.0          |         | 2009年6月30日 | Olympic版，最后更新        |
| 8.0          | inWise  | 2013年4月     | 采用systemd机制,內核3.6.11 |
| 9.0          | Taihang | 2017年12月    |                            |
| 10.0         |         |               |                            |
| 11.0.1-Alpha |         | 2021年1月10日 |                            |
| 11           |         | 2021年7月1日  |                            |